# Мурска, Ильма ди
Ильма ди Мурска (нем. Ilma de Murska, настоящее имя Эма Пукшец, хорв. Ema Pukšec; 6 февраля 1834, Огулин — 14 января 1889, Мюнхен) — австрийская певица (сопрано) хорватского происхождения. Прозвище «хорватский соловей», как считается, первым употребил по отношению к ней английский музыкальный критик Герман Клейн.
После переезда семьи в Аграм (Загреб) в 1850 г. начала брать уроки пения у Игнаца Лихтенеггера в надежде на дальнейшую оперную карьеру. В 1851 г. вышла замуж, затем вместе с мужем перебралась в Грац, где ей удалось обратить на свой голос внимание композитора Йозефа Нетцера. После занятий с ним в 1860 г. Ильма ди Мурска наконец оказалась в Вене, где некоторое время училась в консерватории. В 1862 г. она дебютировала в опере Фридриха Флотова «Марта» во Флоренции. За этим последовали триумфальные гастроли по всей Европе, в том числе в Париже, где она взяла несколько уроков у Матильды Маркези. Наконец, 16 августа 1864 года Ильма ди Мурска впервые выступила на венской сцене в «Трубадуре» Верди.
На протяжении последующих девяти лет Ильма ди Мурска постоянно выступала на сцене Венской придворной оперы, гастролируя также по всей Европе. В 1873—1874 гг. она выступала в США в труппе Макса Марецека, затем некоторое время преподавала в Нью-Йорке, гастролировала в Австралии и Новой Зеландии. Однако в 1876 г. её карьера подошла к своему завершению, и о последних годах её жизни пресса XIX века рассказывала как о прошедших в нищете и тяжёлых семейных неприятностях. Впрочем, в конце 1880-х ди Мурска некоторое время преподавала вокал в Национальной консерватории Америки. Встречаются утверждения о том, что певица покончила с собой, приняв яд.